# Evan James (básník)
Evan James, bardským jménem Ieuan ap Iago, (1809 – 30. září 1878) byl velšský tkadlec a básník. Pocházel z Caerphilly, ale žil v Pontypriddu. Je autorem slov k velšské národní hymně Hen Wlad Fy Nhadau, autorem hudby byl jeho syn James James. Píseň se uchytila a brzy byla zpívána na festivalu National Eisteddfod v Aberystwythu (1865). Pohřben byl v Pontypriddu. V roce 1930 zde byl odhalen památník otce se synem, jehož autorem byl sochař Goscombe John.